# اولد هرست
اولد هرست (به انگلیسی: Old Hurst) یک روستا و محله مدنی در بریتانیا است که در هانتینگدونشر واقع شده‌است. اولد هرست ۲۵۶ نفر جمعیت دارد.